# Baptiste Geiler
Baptiste Geiler (Montpellier, 12 marzo 1987) è un pallavolista francese.
Gioca nel ruolo di schiacciatore nello Stade Poitevin Volley Beach.

## Palmarès

### Club
- Campionato tedesco: 1

2014-15
- Coppa di Germania: 2

2013-14, 2014-15

### Nazionale (competizioni minori)
- Giochi del Mediterraneo 2013

### Premi individuali
- 2013 - Ligue A: Miglior schiacciatore
- 2017 - Superlega: Miglior servizio[1]
- 2018 - Ligue A: Miglior schiacciatore